# 林火茂
林火茂（1963年1月—），广东省始兴县都亨和平林屋村人，中国人民解放军少将。

## 生平
林火茂曾任某摩步师师长、中国人民解放军陆军第四十二集团军参谋长等职。至晚于2015年1月9日转任中国人民解放军陆军第四十二集团军副军长。2016年，升任中国人民解放军陆军第二十六集团军军长，填补了该集团军原军长张岩被撤职后留下的空缺。2017年，出任新调整组建的中国人民解放军陆军第七十七集团军军长。2021年3月调任辽宁省军区司令员。